# Jardín de las Plantas de Mans
El Jardín de las Plantas de Mans (en francés : Jardin des Plantes du Mans también conocido como Jardin d'Horticulture du Mans) es un jardín botánico, de 8 hectáreas de extensión, que se encuentra en Le Mans, Francia.

## Localización
Jardin des Plantes du Mans 4 Rue de Sinault, Le Mans, Département de Sarthe, Pays de la Loire, France-Francia. 
Planos y vistas satelitales, 48°0′23.39″N 2°1′17.51″E / 48.0064972, 2.0215306
Está abierto a diario todo el año al público en general y la entrada es gratuita.  

## Historia

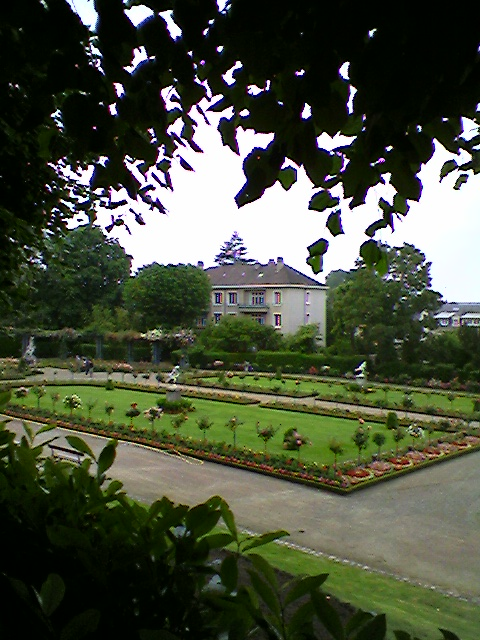
La rosaleda del jardín de estilo francés.

Su historia se remonta a 1851, en dicha fecha, un grupo de notables de la ciudad crean una sociedad para que sus jardineros puedan ser formados en las podas, la siembra y el mantenimiento pleno de las plantas. 
Esta tradición se perpetuará hasta nuestro tiempo, ya que actualmente en la ciudad de Angers tienen gran fama de sus escuelas de enseñanzas hortícolas. 
La sociedad de horticultura creada, el jardín de las plantas se inauguran en 1855. Se sitúa entonces en el extremo Este de la ciudad. La calle con la que lindaba se llamará durante mucho tiempo como "rue des Botanistes" (calle de los Botánicos), la denominada en la actualidad "rue de Flore" (calle de Flora). 
En 1865, un ingeniero de la ciudad de París llega a Le Mans, Jean-Charles Adolphe Alphand es el responsable de los paseos en la capital, creador de parc Monceau, de los bois de Boulogne y de Vincennes. Realizará en la capital de Maine, el jardín inglés de cuatro hectáreas. 
La ciudad le pide entonces realizar algunas aberturas, luego se concentra en la realización de jardines. El paseo de "La promenade des jacobins" , así como el de "Greffier" se realizaron a principios del siglo XIX, este antes que el "Jardin des Plantes".

## Colecciones

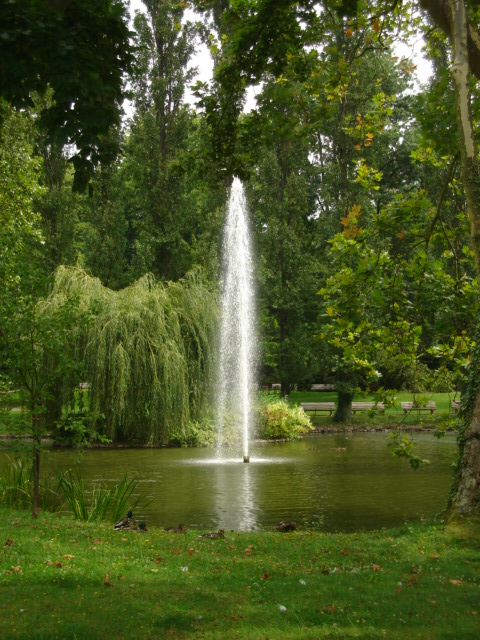
Estanque con surtidor en el Jardín de las Plantas de Mans.

El jardín está constituido por dos espacios ajardinados diferenciados:
- Jardín de estilo francés de tres hectáreas aproximadamente con una  rosaleda sobre la cual hay una terraza plantada de tilos de unos 100 años de edad, junto con unos bancos para los visitantes. Sobre esta misma terraza, se inauguró una gloriette en el 2004. Se organizan así pequeños conciertos sobre la explanada como en la fiesta de la música. Dos túneles de piedra permiten alcanzar la otra parte del jardín.

- Jardín de estilo inglés de cuatro hectáreas, jardín de paisaje que rodea un gran lago. Este último es el refugio de numerosos patos y de algunos cisnes. Se acondiciona un espacio para los niños con atracciones gratuitas. Se instala también una pequeña noria en la parte meridional del jardín. Este espacio contiene también algunas plantas raras, a menudo dadas por generosos donantes. Se observan algunos árboles de gran calidad tal como Ciprés calvo y de sus neumatóforos, helechal lo agrupa más de 50 especies de flores diferentes. Se organizan manifestaciones culturales en este marco verde, como los festivales de música denominado « Le temps des jardins » ( “el tiempo de los jardines”).